# Stampe et Vertongen SV-4
Le Stampe et Vertongen SV-4 est un biplan d'entraînement de voltige aérienne. Conçu par l'ingénieur belge Jean Stampe, associé à Maurice Vertongen, et construit initialement par leur entreprise Stampe et Vertongen à partir de 1937, il a été largement diffusé après la Seconde Guerre mondiale.

## Historique

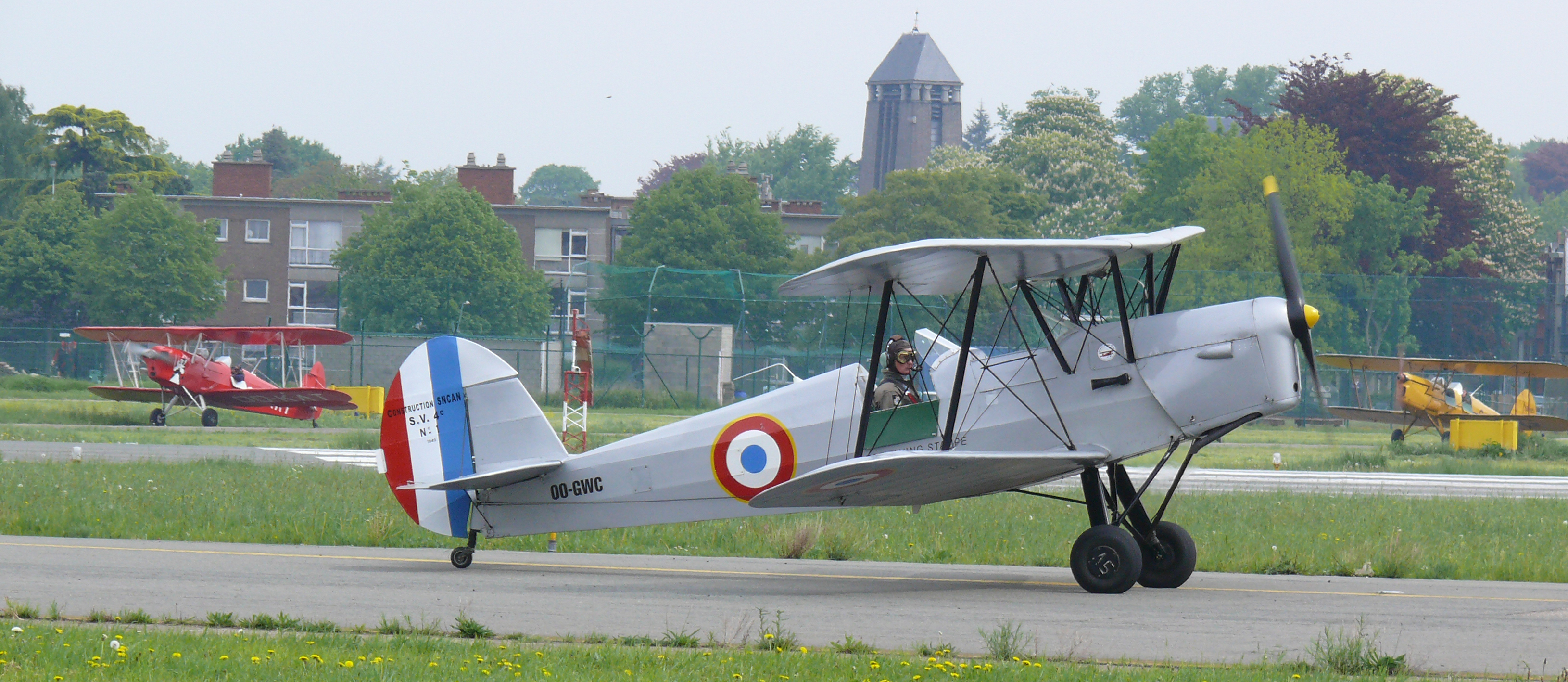
Stampe & Vertongen SV-4A OO-GWC.

Produit à environ soixante exemplaires par les Belges Stampe et Vertongen, près d'un millier d'autres ont également été construits en France, en versions SV-4a et SV-4c, dont 701 par la Société nationale des constructions aéronautiques du Nord (SNCAN), numérotés de 1 à 701, et 150 par l'atelier industriel de l'aéronautique (AIA) d'Alger, numérotés 1001 à 1150.
Entré en service en 1937, cet avion connut une très grande diffusion dès l'immédiat après-guerre. Il a équipé de nombreuses écoles en Europe et, en France, il a volé sous les cocardes de l'Armée de l'air, l'Aéronavale et l'Aviation légère de l'Armée de terre comme avion de début. L'escadrille de présentation de l'Armée de l'air en a été équipée en 1947.
L'équipe acrobatique belge du commandant-aviateur Jean Feyten et du lieutenant Paul Christiaens s'illustra dans les meetings internationaux de 1965 à 1970. Ces deux pilotes, moniteurs à l'école de pilotage de la Force aérienne belge, enchaînaient 8 changements de formation et 24 figures acrobatiques en formation serrée, la distance moyenne entre les avions étant de 30  à   35 centimètres.

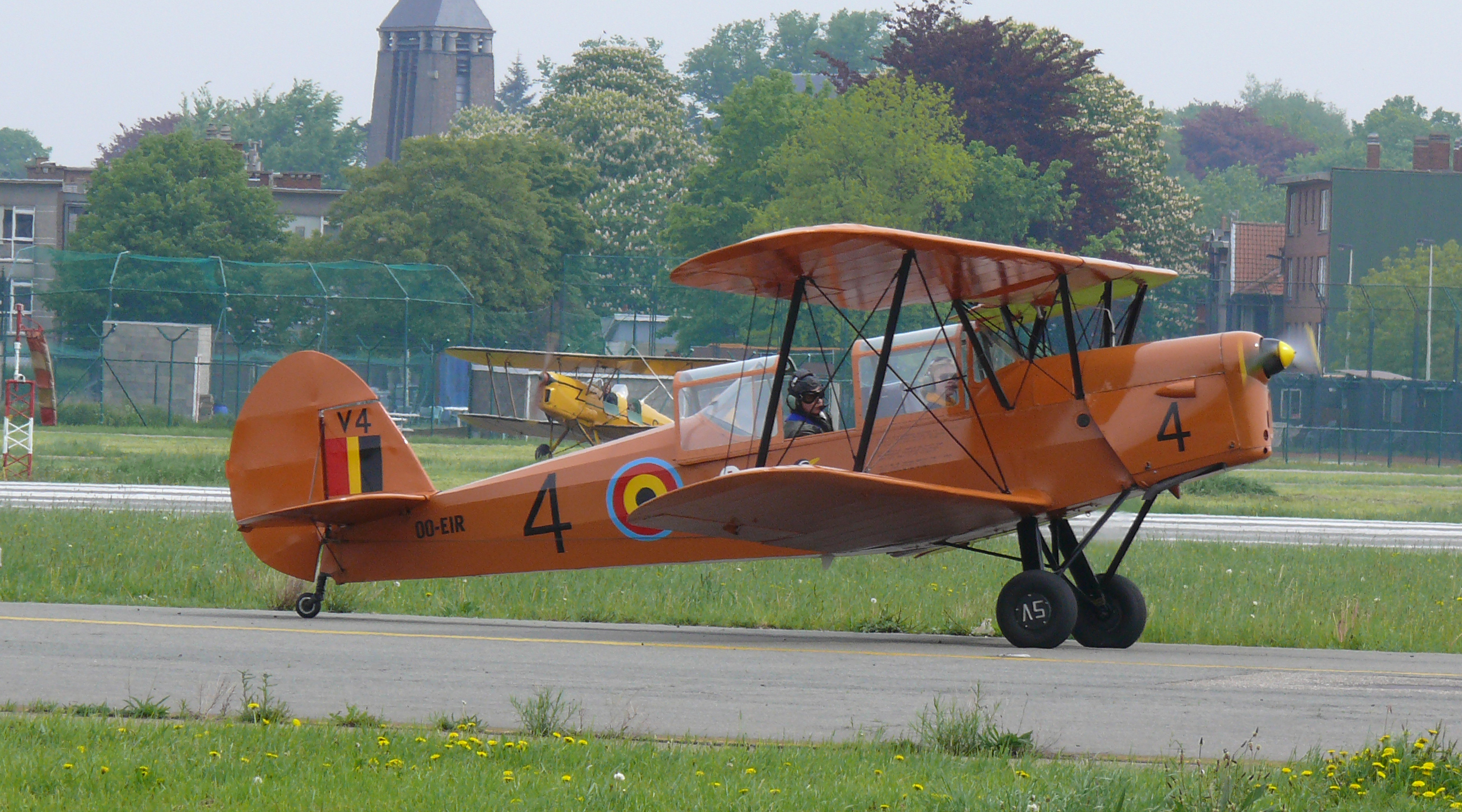
Stampe & Vertongen SV-4B V4.

En France, le service de la formation aéronautique de la Direction générale de l'Aviation civile en dota jusqu'au début des années 1960 les centres nationaux de vol à moteur à Carcassonne, Challes-les-Eaux, Saint-Yan… Les formations dispensées allaient de la formation initiale à la voltige et à la qualification de moniteur. Des années 1950 au début des années 1960, le SV4 brille dans des compétitions internationales de voltige aérienne, aux mains de champions comme les Français Léon Biancotto, Marcel Charollais, Louis Notteghem ou Jean d'Orgeix. De 1968 à 1970, il équipe la toute jeune Équipe de voltige de l'Armée de l'air.
À partir de 1951, le SALS (service de l’aviation légère et sportive) propose le SV-4 aux aéro-clubs régis par la loi de 1901 sur les associations à but non lucratif, moyennant un prix de vente symbolique de 1 000 francs. Le « Stampe », comme on l'appelle familièrement, devient un avion d'école de début jusqu'à la fin des années 1960 pour la formation des pilotes privés. Il se fait ensuite de plus en plus discret sur les aérodromes, quand les aéro-clubs et les instructeurs lui préfèrent des avions plus modernes et plus confortables.

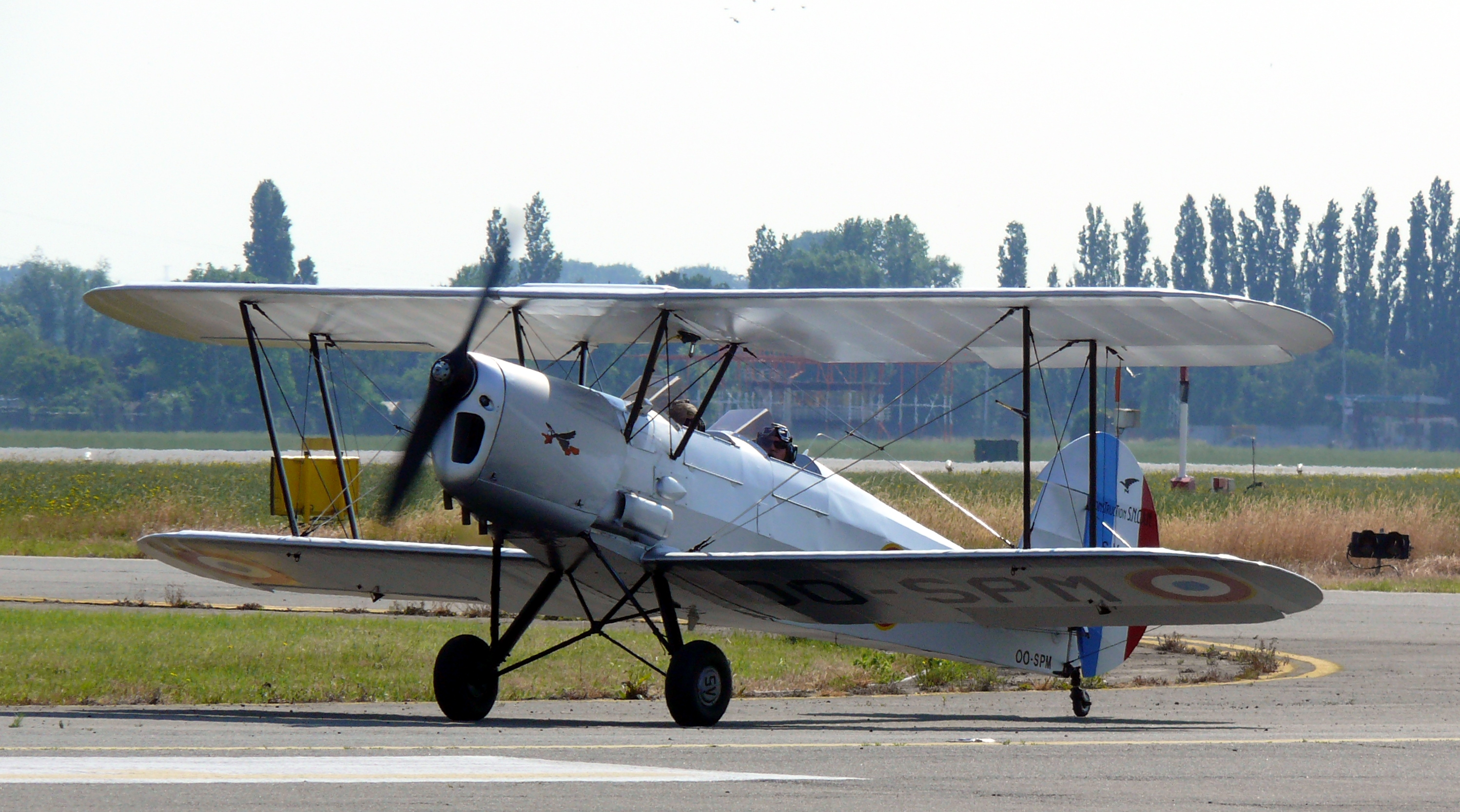
Stampe & Vertongen SV-4C OO-SPM.

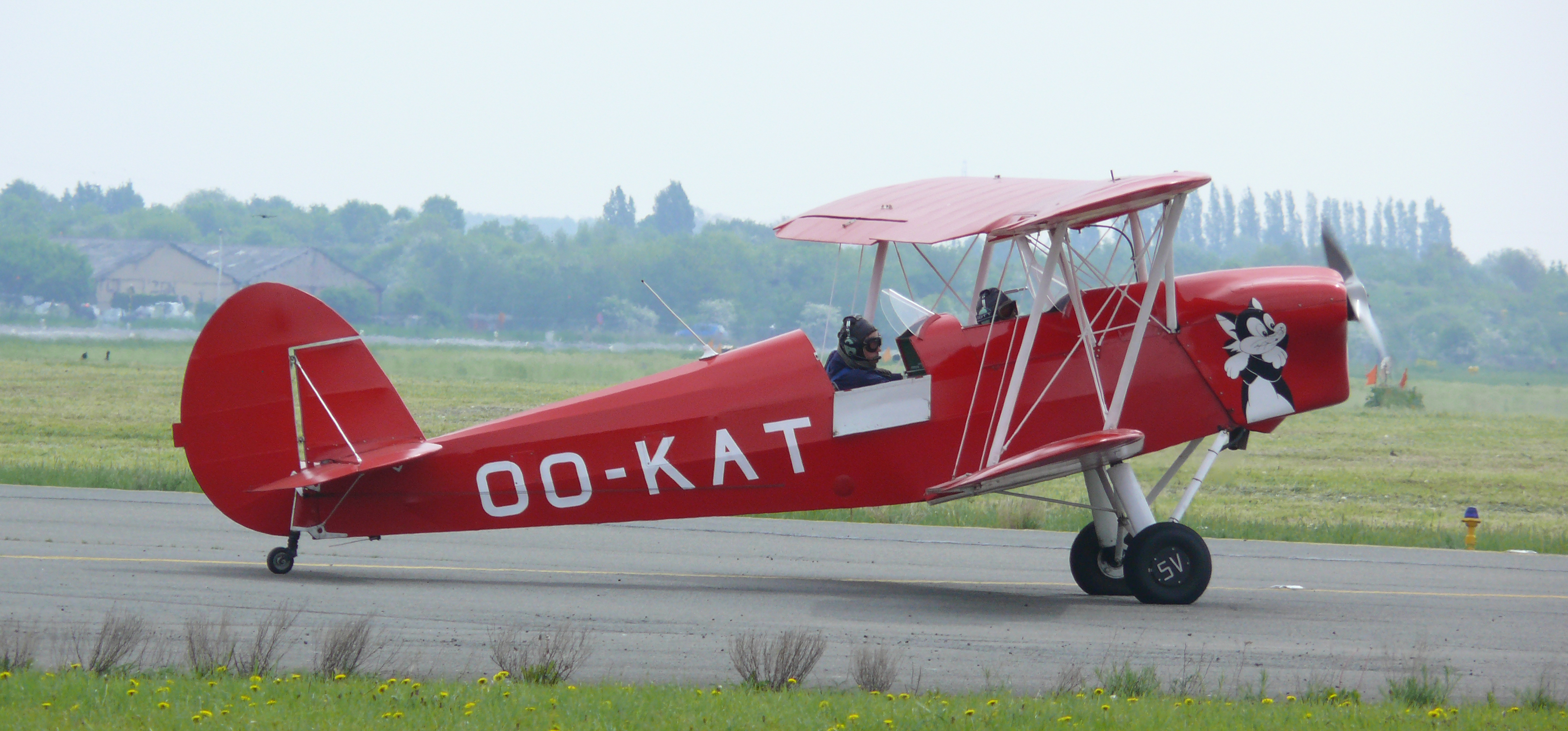
Stampe & Vertongen SV-4E OO-KAT.

Depuis les années 1980, le SV-4 continue d'attirer des pilotes privés amateurs d'avions anciens. En Belgique et en France, mais aussi dans bien d'autres pays, les SV-4 volent toujours. Tous les ans, à la fin du mois de juillet, une compétition, la Coupe d'Anjou, réunit des Stampe sur l'aérodrome d'Angers-Marcé pour une amicale compétition de voltige. Un autre rendez-vous annuel se tient au lieu de naissance du type, l'aéroport d'Antwerpen-Deurne, à la fin de Mai.

## Remorquage de planeurs
En 1950 est homologué un système de crochet de remorquage adapté au Stampe qui a le gros défaut de ne pas être dans le plan de symétrie du fuselage auquel il impose des efforts non prévus. Par ailleurs, le moteur chauffe trop dans les montées et refroidit trop vite dans les descentes "tout réduit" ce qui provoque une épidémie de casses de culasses. Quarante Stampe sont malgré tout équipés de ces crochets et d'une hélice à pas plus court qui demande un effort plus soutenu au moteur. Ainsi équipés les avions grimpent un biplace (Caudron C.800 ou Castel C-25 S) à un "petit mètre/seconde" (le De Havilland DH.82 Tiger Moth testé à la même époque ne fera guère mieux).

## Variantes
- Stampe SV-4 : Prototype

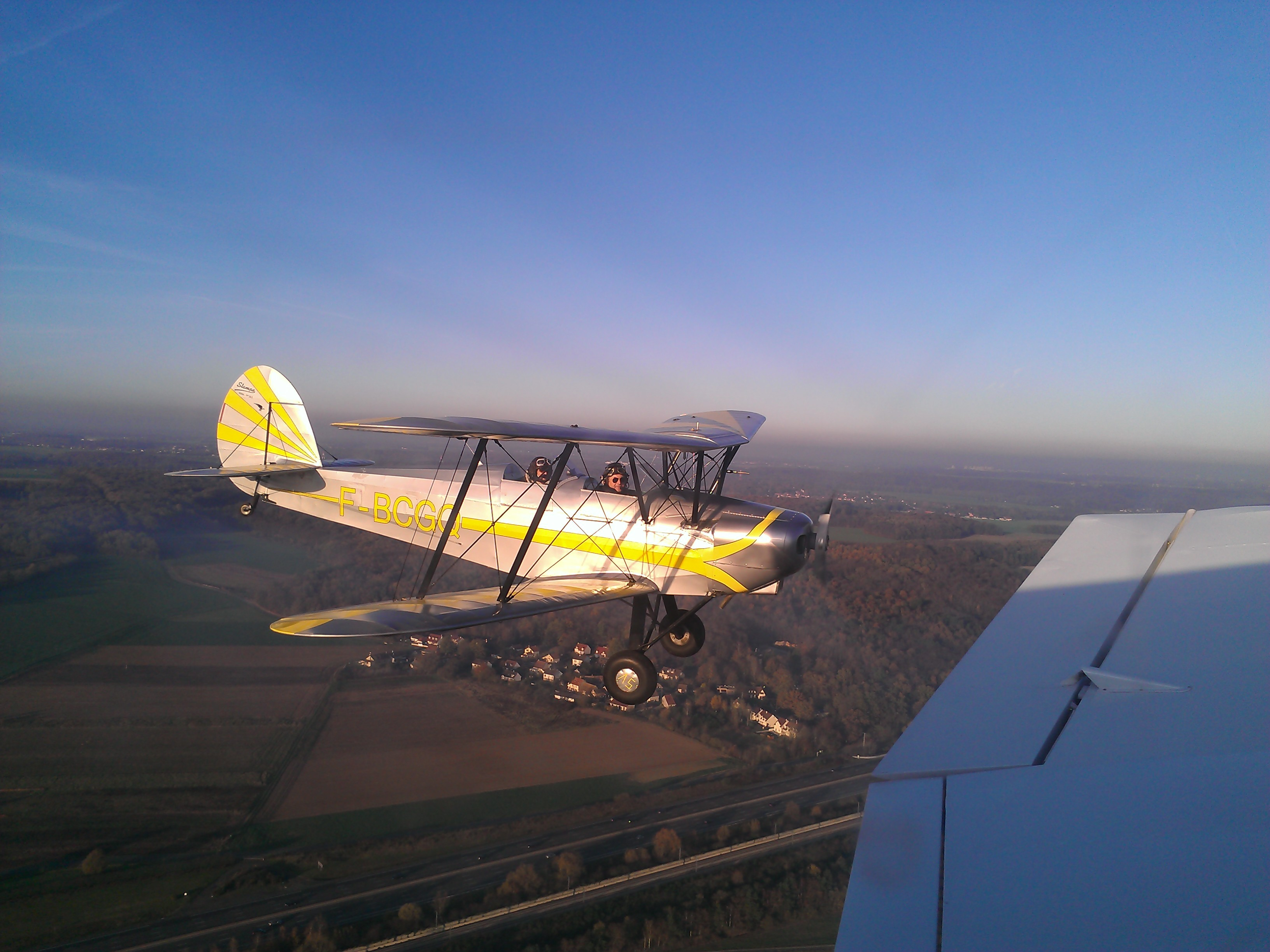
Stampe & Vertongen SV-4C numéro 263 F-BCGQ en vol aux alentours de Saint-Cyr L'École (LFPZ), France.

- Stampe SV-4a : Avion d'acrobatie équipé du Renault 4PO5 de 140 ch.
- Stampe SV-4b : Version améliorée équipé du de Havilland Gipsy Major de 130 ch/97 kW. Certains avions d'entraînement de la Force aérienne belge sont équipés d'une verrière et de moteurs plus puissants, comme le Cirrus Major ou le Gipsy Major X de 145 ch.
- Stampe SV-4c : Appareil construit sous licence, équipé du Renault 4PO3 de 140 ch/104 kW.
- Stampe SV-4d : Appareil motorisé par un Mathis de 175 ch/130 kW.
- Quelques Stampe sont équipés de moteurs différents comme le Lycoming O-320, le Ranger 6 ou le LOM 332b. Un appareil belge (OO-KAT) équipé d'un moteur Lycoming a été référencé par son propriétaire comme étant la version SV-4e du Stampe.

## Exploitants militaires
Belgique
- Force aérienne belge

 Congo belge
- Force publique

 France
- Armée de l'air
- Armée de terre
- Marine nationale

 Royaume-Uni
- Royal Air Force
  - No. 510 Squadron RAF (en)